# Portal de Arriaga
El portal de Arriaga es una vía pública de la ciudad española de Vitoria.

## Descripción
La vía nace de la calle de la Fundadora de las Siervas de Jesús, en la confluencia con la de Eulogio Serdán, y llega hasta una rotonda, ya a las afueras de la ciudad, en la que se encuentra con la avenida del Zadorra. En un primer tramo, hasta el cruce con la calle del Barrancal, discurre paralela a la de la Zapatería. Tiene luego cruces con la del Cubo, la confluencia de la plaza de Santo Domingo con la calle de San Ignacio de Loyola, la de las Tenerías, la junta de la de Simón de Anda con la de los Reyes Católicos, la de Perú, la de Martín Olave, la de la Cuadrilla de Vitoria-Gasteiz, la de la Cofradía de Arriaga, la de Venezuela, la rotonda en la que desembocan la de Zaramaga y la de Juan de Garay, la de Francisco Javier de Landáburu, la confluencia de la de las Juntas Generales con la de Alfredo Donnay, la de Pozoa, la de la Voluntaria Entrega y la rotonda en la que se encuentran la de Luis Olariaga y la de Artapadura.
Su nombre, como el del resto de vías vitorianas que llevan la denominación de «portal», indica que en algún momento fue punto de acceso a la ciudad. En este caso, el título, recibido el 12 de octubre de 1887, hace alusión al pueblo de Arriaga, por estar en esa dirección. El portal aparece descrito en la Guía de Vitoria (1901) de José Colá y Goiti con las siguientes palabras:

Calle del Portal de Arriaga.—Nombre primitivo dado en 12 de octubre de 1887, y antes era parte de la calle de Santo Domingo fuera, formada en el siglo XIII. Principia en la calle de Santo Domingo y termina enfrente del cementerio de Santa Isabel.
(Colá y Goiti, 1901, p. 49)

La vía ha sufrido diversas ampliaciones a lo largo de los años, si bien en un comienzo no era más que una parte de la conocida como «calle de Santo Domingo Fuera». Sumados todos los tramos que incluye en la actualidad, en la calle han estado el Jardín Maternal, el convento de Santo Domingo, el hospital militar y el Parque Móvil de la Diputación, entre otras instituciones y diversos comercios y fábricas.